# Chiesa dei Santi Pietro e Paolo Apostoli (Laces)
La chiesa dei Santi Pietro e Paolo Apostoli (in tedesco Pfarrkirche zu St. Peter und Paul) è la parrocchiale a Laces (Latsch) in Alto Adige. Fa parte del decanato di Silandro nella diocesi di Bolzano-Bressanone e risale al XII secolo.

## Storia

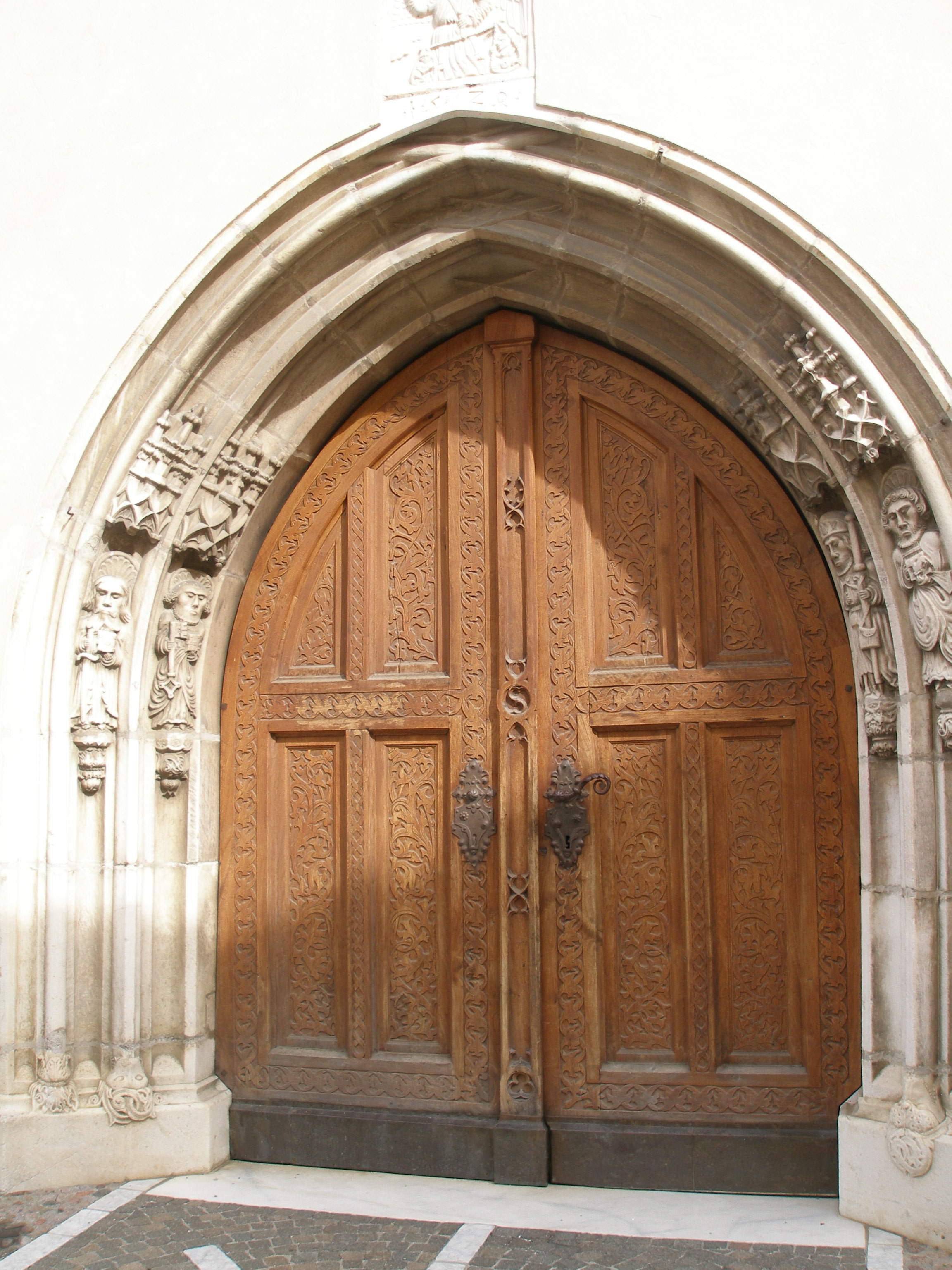
Portale di accesso principale.

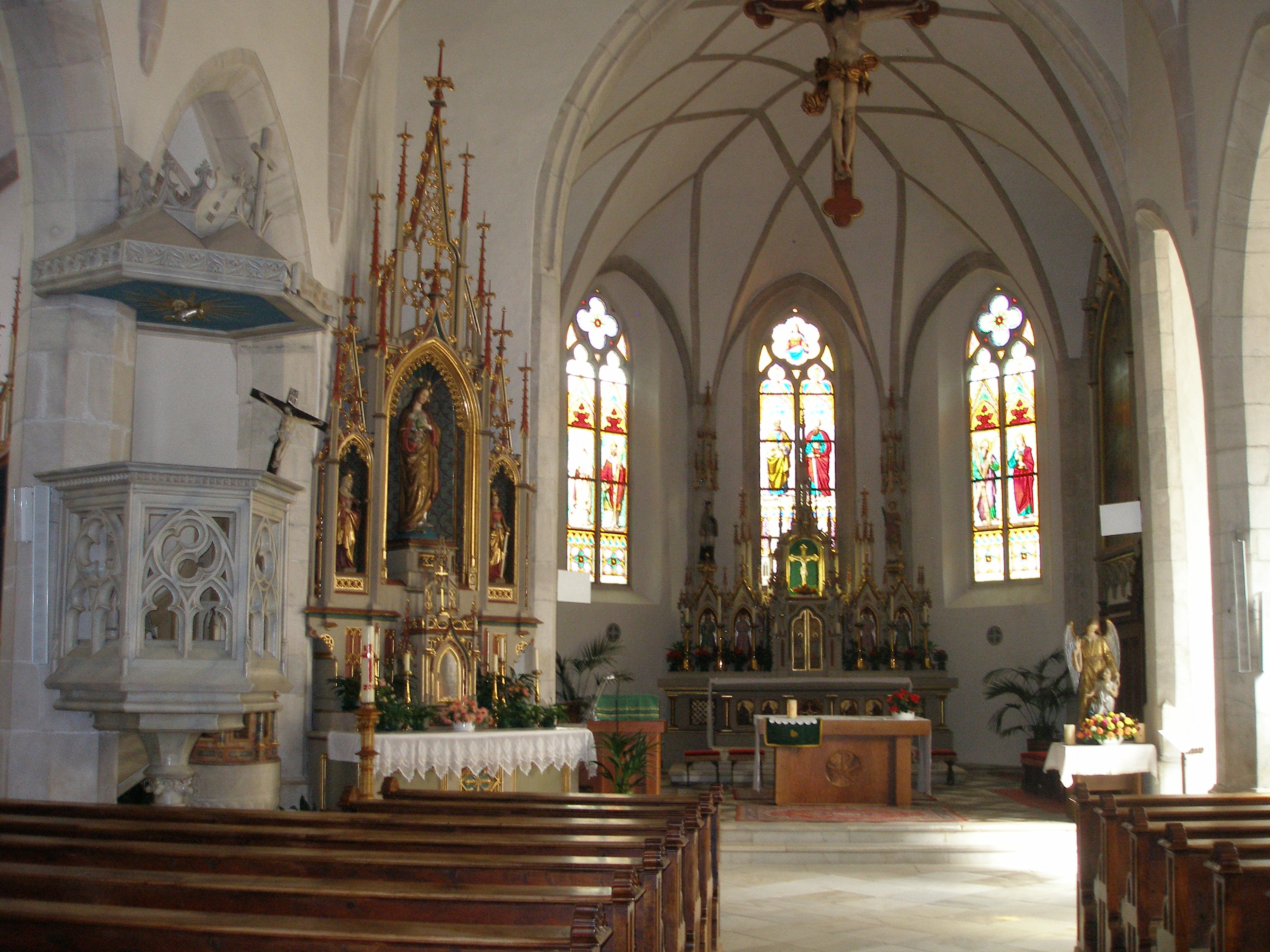
Interno della chiesa con zona absidale.

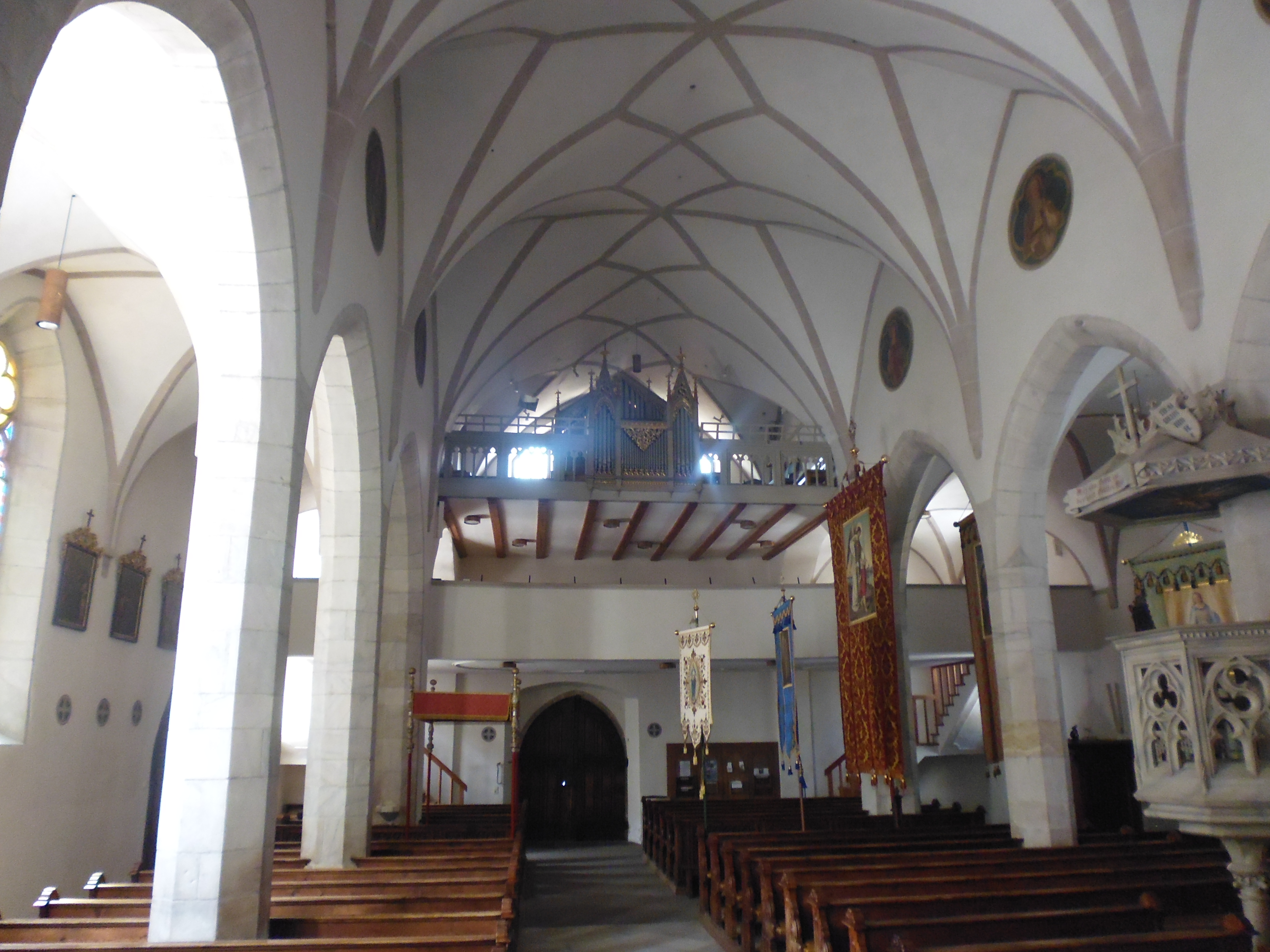
Interno della chiesa con controfacciata e organo a canne.

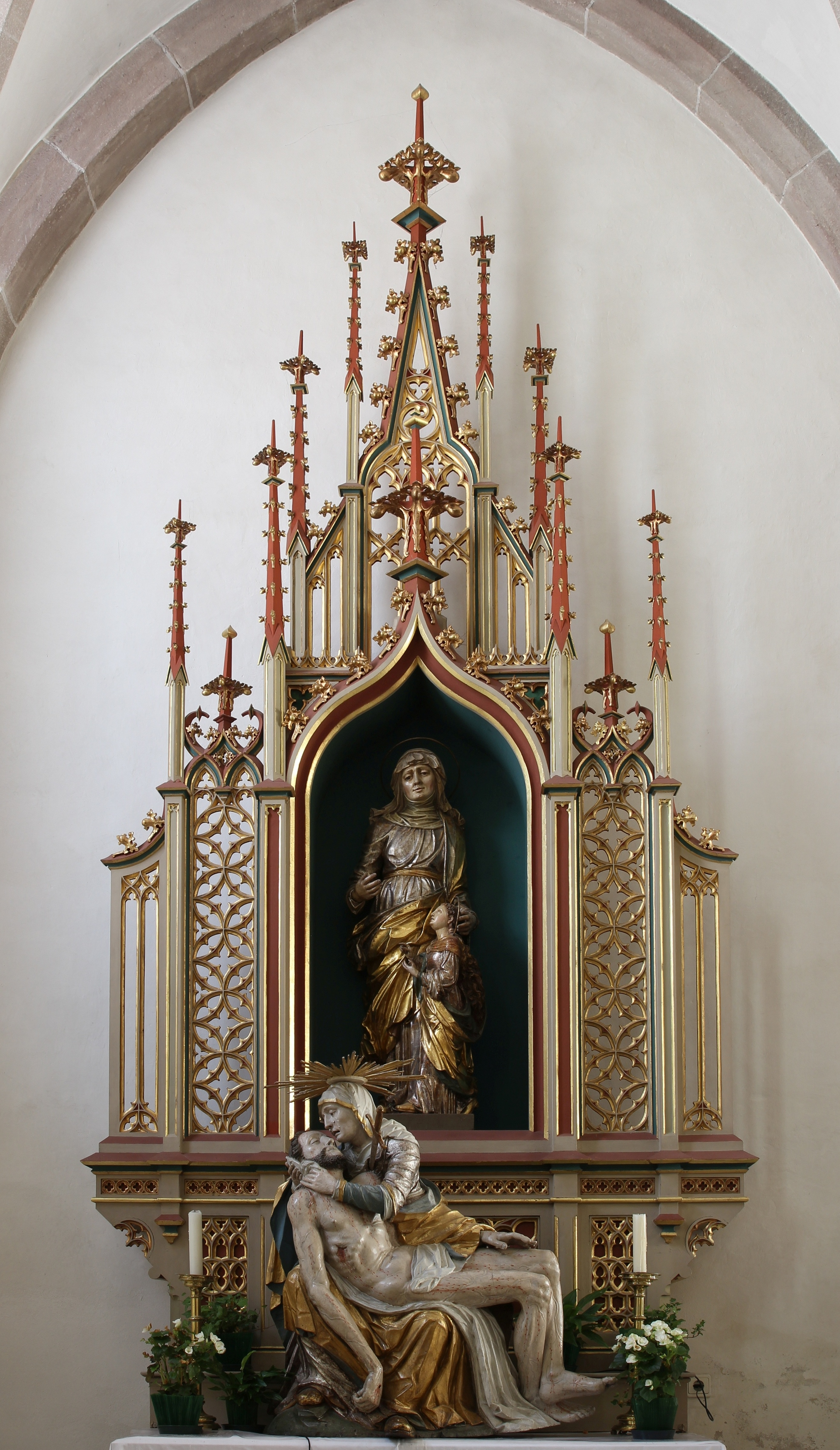
Altare laterale con Pietà opera di Simon Ybertrachter.

La chiesa parrocchiale di Laces con dedicazione ai santi Pietro e Paolo ha origini molto antiche, risalendo al XII secolo, e conserva elementi stilistici romanici della prima costruzione modificati in seguito durante il momento gotico.
La ristrutturazione della prima metà del XVI secolo ha visto la modifica della facciata con il nuovo portale in marmo bianco.
Altri lavori sono stati documentati nel XVIII secolo all'interno della navata.

## Descrizione
La chiesa è un monumento sottoposto a tutela col numero 15654 nella provincia autonoma di Bolzano.

### Esterni
Il luogo di culto si trova nella zona cimiteriale della comunità. Presenta una facciata a capanna con portale di accesso di aspetto gotico con arco a sesto acuto in marmo bianco con cornici e sculture di pregio, opera dello scultore Oswald Furter. La torre campanaria si alza in posizione arretrata sulla destra unita alla chiesa. La cella campanaria si apre con quattro finestre a monofora e la copertura è una tipica piramide acuta a base ottagonale.
A fianco della chiesa si trova l'interessante cappella cimiteriale a due piani risalente al XVI secolo.

### Interni
La sala interna è suddivisa in tre navate e le mura risalgono al periodo romanico, quindi appartengono alla struttura originaria del XII secolo. La parte del coro ha pianta poligonale e la sua volta reticolare risale all'inizio del XVI secolo.
Di particolare interesse storico ed artistico sono la lapide risalente al 1350 conservata nella navata laterale settentrionale in arenaria rossa. Altre lapidi marmoree sono opera di Gregor Schwenzengast di Laces, autore anche del piccolo altare ligneo, mentre sull'altare laterale si conserva la scultura raffigurante la Pietà scolpita nel XVIII secolo da Simon Ybertrachter di Naturno.